# Holmbury St Mary
Holmbury St Mary – wieś w Anglii, w hrabstwie Surrey, w dystrykcie Mole Valley. Leży 40 km na południowy zachód od centrum Londynu.